# لیگ برتر فوتبال ارمنستان ۲۰–۲۰۱۹
لیگ برتر فوتبال ارمنستان ۲۰–۲۰۱۹ (ارمنی: Հայաստանի Բարձրագույն խումբ ۲۰۱۹–۲۰ (ֆուտբոլ)) بیست‌وهشتمین فصل از زمان تأسیس آن بود.

## رویدادهای فصل
در تاریخ ۲۱ فوریه، فدراسیون فوتبال ارمنستان اعلام نمود که ایروان به واسطه مشکلات مالی و فنی از لیگ کنار کشیده‌است.
در تاریخ ۱۲ مارس ۲۰۲۰، فدراسیون فوتبال ارمنستان اعلام نمود که تمامی بازی‌های لیگ برتر فوتبال ارمنستان به واسطه دنیاگیری کووید-۱۹ به تاریخ ۲۳ مارس موکول شده‌است.

## تیم‌ها
| باشگاه          | موقعیت                         | ورزشگاه                        | گنجایش |
| --------------- | ------------------------------ | ------------------------------ | ------ |
| آلاشکرت         | ایروان (ناحیه شنگاویت)         | آلاشکرت                        | ۶٬۸۵۰  |
| آرارات ایروان   | ایروان (ناحیه کنترون)          | ورزشگاه جمهوریت وازگن سارگسیان | ۱۴٬۴۰۳ |
| آرارات-آرمنیا   | ایروان (ناحیه آوان)            | ایروان                         | ۱٬۴۲۸  |
| گاندزاسار کاپان | ایروان (ناحیه آوان)            | ایروان1                        | ۱٬۴۲۸  |
| لوری            | وانادزور                       | آکادمی فوتبال وانادزور2        | ۸۸۰    |
| نوآ             | ایروان (ناحیه شنگاویت)         | آلاشکرت3                       | ۶٬۸۵۰  |
| پیونیک          | ایروان (ناحیه کنترون)          | ورزشگاه جمهوریت وازگن سارگسیان | ۱۴٬۴۰۳ |
| شیراک           | گیومری                         | ورزشگاه شهر گیومری             | ۴٬۵۰۰  |
| اورارتو5        | ایروان (ناحیه مالاتیا سباستیا) | ورزشگاه بانانتس                | ۴٬۸۶۰  |
| ایروان          | وانادزور                       | آکادمی فوتبال وانادزور4        | ۸۸۰    |

### کادر فنی و لباس
| تیم             | مربی                   | کاپیتان          | تولیدکننده لباس | اسپانسر پیراهن        |
| --------------- | ---------------------- | ---------------- | --------------- | --------------------- |
| آلاشکرت         | یغیشه ملیکیان          | آرداک گریگوریان  | جوما            | باگراتور، هواوی       |
| آرارات ایروان   | گاگیک سیمونیان (موقت)  | آرداک آلکسانیان  | نایکی           | ای‌دابلیوآی اینترنشنال |
| آرارات-آرمنیا   | واردان میناسیان        | دمیتری گوز       | جوما            | سامول کاراپتیان       |
| گاندزاسار کاپان | آرمن پتروسیان          | گئورگ نرانیان    | آدیداس          | ZCMC                  |
| لوری            | آرمن سانامیان (سرپرست) | آرتیوم خاچاتوروف | پوما اس‌ای       | توتوگیمینگ            |
| نوآ             | وادیم بورت             | داویت مانویان    | آمبرو           |                       |
| پیونیک          | سورن چاخالیان (سرپرست) | کارلن مکردجیان   | پوما اس‌ای       | توتوگیمینگ            |
| شیراک           | وارطان بیچاخچیان       | آغوان داوُیان     | فورتین          |                       |
| اورارتو         | آلکساندر گریگوریان     | واهاگن آیوازیان  | جاکو            |                       |
| ایروان          |                        |                  | کیپستا          |                       |

### تغییرات مربیگری
| تیم           | سرمربی خروجی              | دلیل ترک باشگاه     | تاریخ ترک باشگاه | جایگاه در جدول | سرمربی ورودی              | تاریخ انتصاب    |
| ------------- | ------------------------- | ------------------- | ---------------- | -------------- | ------------------------- | --------------- |
| آرارات ایروان | سرگئی بولاتوف             | استعفاداد           | ۲۹ ژوئیه ۲۰۱۹    | پیش‌فصل         | سرگئی بویکو (موقت)        | ۲۹ ژوئیه ۲۰۱۹   |
| آلاشکرت       | آبراهام خاشمانیان         | اخراج‌شد             | ۴ سپتامبر ۲۰۱۹   |                | آرمن آدامیان (سرپرست)     | ۴ سپتامبر ۲۰۱۹  |
| ایروان        | نبویشا پتروویچ            | اخراج‌شد             | ۵ سپتامبر ۲۰۱۹   | ۱۰ام           | گئورگی قازارایان (سرپرست) | ۵ سپتامبر ۲۰۱۹  |
| آرارات ایروان | سرگئی بویکو (موقت)        | استعفاداد           | ۱۶ سپتامبر ۲۰۱۹  | ۱ام            | گاگیک سیمونیان (موقت)     | ۱۶ سپتامبر ۲۰۱۹ |
| ایروان        | گئورگی قازارایان (سرپرست) | پایان دوره سرپرستی  | ۱۶ سپتامبر ۲۰۱۹  | ۱۰ام           | ولاد گویان                | ۱۶ سپتامبر ۲۰۱۹ |
| ایروان        | ولاد گویان                | اخراج‌شد             | ۴ اکتبر ۲۰۱۹     | ۱۰ام           | آنتونیو کالداس            | ۴ اکتبر ۲۰۱۹    |
| پیونیک        | الکساندر تارخانوف         | معاون رئیس توسعه شد | ۳۰ اکتبر ۲۰۱۹    | ۷ام            | سورن چاخالیان (سرپرست)    | ۳۰ اکتبر ۲۰۱۹   |
| ایروان        | آنتونیو کالداس            | استعفاداد           | ۱۱ نوامبر ۲۰۱۹   | ۱۰ام           |                           |                 |
| اورارتو       | ایلشات فایزولین           | استعفاداد           | ۲۴ نوامبر ۲۰۱۹   | ۸ام            | آلکساندر گریگوریان        | ۲۴ نوامبر ۲۰۱۹  |
| لوری          | داوید کامپانیا            | قرارداد منقضی‌شد     | ۲ ژوئن ۲۰۲۰      | ۲ام            | آرمن سانامیان (سرپرست)    | ۲ ژوئن ۲۰۲۰     |
| آلاشکرت       | آرمن آدامیان (سرپرست)     | پایان قرارداد       | ۲۸ ژوئن ۲۰۲۰     | ۳ام            | یغیشه ملیکیان             | ۲۸ ژوئن ۲۰۲۰    |

## فصل عادی

### جدول لیگ
| رتبه | تیم                         | بازی | برد | مساوی | باخت | گل زده | گل خورده | گل تفاضل | امتیاز | صلاحیت                  |
| ---- | --------------------------- | ---- | --- | ----- | ---- | ------ | -------- | -------- | ------ | ----------------------- |
| ۱    | باشگاه فوتبال آرارات-آرمنیا | ۱۸   | ۱۱  | ۳     | ۴    | ۳۳     | ۱۵       | ۱۸+      | ۳۶     | صلاحیت برای دور قهرمانی |
| ۲    | لوری                        | ۱۸   | ۹   | ۵     | ۴    | ۲۷     | ۱۹       | ۸+       | ۳۲     | صلاحیت برای دور قهرمانی |
| ۳    | آلاشکرت                     | ۱۸   | ۹   | ۴     | ۵    | ۳۳     | ۲۰       | ۱۳+      | ۳۱     | صلاحیت برای دور قهرمانی |
| ۴    | آرارات ایروان               | ۱۸   | ۹   | ۴     | ۵    | ۲۵     | ۱۸       | ۷+       | ۳۱     | صلاحیت برای دور قهرمانی |
| ۵    | نوآ                         | ۱۸   | ۹   | ۳     | ۶    | ۲۵     | ۱۹       | ۶+       | ۳۰     | صلاحیت برای دور قهرمانی |
| ۶    | شیراک                       | ۱۸   | ۸   | ۴     | ۶    | ۲۵     | ۱۸       | ۷+       | ۲۸     | صلاحیت برای دور قهرمانی |
| ۷    | پیونیک                      | ۱۸   | ۷   | ۲     | ۹    | ۳۵     | ۳۶       | ۱−       | ۲۳     | صلاحیت برای دور سقوط    |
| ۸    | اورارتو                     | ۱۸   | ۶   | ۵     | ۷    | ۲۲     | ۲۴       | ۲−       | ۲۳     | صلاحیت برای دور سقوط    |
| ۹    | گاندزاسار کاپان             | ۱۸   | ۴   | ۶     | ۸    | ۲۰     | ۲۵       | ۵−       | ۱۸     | صلاحیت برای دور سقوط    |
| ۱۰   | ایروان                      | ۱۸   | ۰   | ۰     | ۱۸   | ۱۱     | ۶۲       | ۵۱−      | ۰      | انصراف                  |

### نتایج
| میزبان \ میهمان | ALA | ARA | AAR | GAN | LOR | NOA | PYU | SHI | URA | YER |
| --------------- | --- | --- | --- | --- | --- | --- | --- | --- | --- | --- |
| آلاشکرت         | —   | ۱–۱ | ۲–۱ | ۲–۰ | ۰–۱ | ۰–۱ | 1–1 | ۱–۲ | ۲–۱ | ۵–۱ |
| آرارات ایروان   | ۱–۱ | —   | ۰–۳ | ۱–۱ | ۰–۰ | ۱–۰ | ۴–۲ | ۲–۱ | ۱–۰ | ۱–۰ |
| آرارات-آرمنیا   | ۲–۰ | ۱–۰ | —   | ۳–۱ | ۰–۰ | ۳–۱ | ۳–۱ | ۱–۰ | ۰–۰ | ۷–۲ |
| گاندزاسار کاپان | ۲–۲ | ۰–۱ | ۲–۱ | —   | ۱–۱ | ۱–۱ | ۱–۲ | ۱–۰ | ۲–۴ | ۲–۰ |
| لوری            | ۲–۱ | ۱–۴ | ۲–۰ | ۲–۱ | —   | ۱–۰ | ۲–۲ | ۰–۰ | ۲–۱ | ۸–۰ |
| نوآ             | ۱–۲ | ۲–۰ | ۱–۲ | ۲–۱ | ۳–۱ | —   | ۴–۲ | ۰–۰ | ۲–۰ | ۳–۱ |
| پیونیک          | ۰–۳ | ۱–۴ | ۰–۳ | ۲–۰ | ۳–۱ | ۱–۲ | —   | ۱–۰ | ۱–۲ | ۴–۱ |
| شیراک           | ۱–۳ | ۲–۱ | ۱–۰ | ۰–۰ | ۱–۲ | ۳–۰ | ۳–۱ | —   | ۳–۱ | ۲–۱ |
| اورارتو         | ۲–۴ | ۱–۰ | ۱–۱ | ۱–۱ | ۲–۰ | ۰–۰ | ۰–۳ | ۲–۲ | —   | ۳–۰ |
| ایروان          | ۰–۳ | ۱–۳ | ۱–۲ | ۰–۳ | ۰–۱ | ۰–۲ | ۲–۸ | ۱–۴ | ۰–۱ | —   |

## دور قهرمانی

### جدول لیگی دور قهرمانی
| رتبه | تیم               | بازی | برد | مساوی | باخت | گل زده | گل خورده | گل تفاضل | امتیاز | صلاحیت                             |
| ---- | ----------------- | ---- | --- | ----- | ---- | ------ | -------- | -------- | ------ | ---------------------------------- |
| ۱    | آرارات-آرمنیا (C) | ۲۸   | ۱۵  | ۷     | ۶    | ۴۵     | ۲۳       | ۲۲+      | ۵۲     | صعود به لیگ قهرمانان اروپا ۲۱–۲۰۲۰ |
| ۲    | نوآ               | ۲۸   | ۱۴  | ۶     | ۸    | ۳۷     | ۲۷       | ۱۰+      | ۴۸     | صعود به لیگ اروپا ۲۱–۲۰۲۰          |
| ۳    | آلاشکرت           | ۲۸   | ۱۴  | ۵     | ۹    | ۵۱     | ۳۱       | ۲۰+      | ۴۷     | صعود به لیگ اروپا ۲۱–۲۰۲۰          |
| ۴    | شیراک             | ۲۸   | ۱۳  | ۷     | ۸    | ۴۰     | ۳۰       | ۱۰+      | ۴۶     | صعود به لیگ اروپا ۲۱–۲۰۲۰          |
| ۵    | لوری              | ۲۷   | ۱۰  | ۱۰    | ۷    | ۳۵     | ۳۳       | ۲+       | ۴۰     | [ b ]                              |
| ۶    | آرارات ایروان     | ۲۷   | ۹   | ۶     | ۱۲   | ۳۱     | ۳۶       | ۵−       | ۳۳     | [ b ]                              |

1. ↑  نوآ با پیروزی در بازی 2019–20 Armenian Cup، به دور اول مقدماتی لیگ اروپا راه یافت. .
2. ↑  مسابقه بین لوری و آرارات ایروان در ۱۰ ژوئیه لغو شد و هیچ امتیازی به آن‌ها تعلق نگرفت.[۱۸]

### نتایج دور قهرمانی
| میزبان \ میهمان | ALA | ARA | AAR | LOR | NOA | SHI |
| --------------- | --- | --- | --- | --- | --- | --- |
| آلاشکرت         | —   | ۲–۱ | ۱–۲ | ۵–۱ | ۰–۱ | ۱–۲ |
| آرارات ایروان   | ۱–۳ | —   | ۰–۱ | ۱–۱ | ۰–۰ | ۱–۴ |
| آرارات-آرمنیا   | ۰–۰ | ۴–۲ | —   | ۰–۰ | ۲–۰ | ۱–۱ |
| لوری            | ۰–۲ | –   | ۲–۱ | —   | ۲–۲ | ۱–۱ |
| نوآ             | ۱–۰ | ۱–۰ | ۱–۱ | ۲–۱ | —   | ۴–۰ |
| شیراک           | ۲–۴ | ۲–۰ | ۱–۰ | ۰–۰ | ۲–۰ | —   |

## دور سقوط

### جدول لیگی دور سقوط
| رتبه | تیم             | بازی | برد | مساوی | باخت | گل زده | گل خورده | گل تفاضل | امتیاز |
| ---- | --------------- | ---- | --- | ----- | ---- | ------ | -------- | -------- | ------ |
| ۱    | اورارتو         | ۲۲   | ۸   | ۶     | ۸    | ۲۶     | ۲۷       | ۱−       | ۳۰     |
| ۲    | پیونیک          | ۲۲   | ۸   | ۲     | ۱۲   | ۳۹     | ۴۲       | ۳−       | ۲۶     |
| ۳    | گاندزاسار کاپان | ۲۲   | ۶   | ۷     | ۹    | ۲۵     | ۲۹       | ۴−       | ۲۵     |

### نتایج دور برگشت
| میزبان \ میهمان | GAN | PYU | URA |
| --------------- | --- | --- | --- |
| گاندزاسار کاپان | —   | ۱–۰ | ۱–۱ |
| پیونیک          | ۲–۳ | —   | ۱–۲ |
| اورارتو         | ۱–۰ | ۰–۱ | —   |

## آمارهای فصل

### گل‌زنی

#### برترین گلزنان
تا تاریخ  ۱۴ ژوئیه ۲۰۲۰ مسابقه انجام شده
| رتبه | بازیکن            | باشگاه               | گل‌ها |
| ---- | ----------------- | -------------------- | ---- |
| ۱    | موری کونه         | شیراک                | ۲۳   |
| ۲    | ژونل دزیره        | لوری                 | ۱۲   |
| ۳    | آلکساندر گلیشیچ   | آلاشکرت              | ۱۱   |
| ۳    | ماکسیم مایروویچ   | نوآ                  | ۱۱   |
| ۵    | دنیس مامودوف      | پیونیک               | ۹    |
| ۵    | مایلسون لیما      | آرارات-آرمنیا        | ۹    |
| ۵    | گوستاوو مارمنتینی | آلاشکرت              | ۹    |
| ۸    | ولادیمیر آزاروف   | نوآ                  | ۸    |
| ۸    | تیاگو گالوایو     | آلاشکرت              | ۸    |
| ۱۰   | یوگنی کوبزار      | اورارتو              | ۷    |
| ۱۰   | رمضان ایسایف      | ایروان/آرارات ایروان | ۷    |
| ۱۰   | یوسوف اوتوبانجو   | آرارات-آرمنیا        | ۷    |

#### هت-تریک‌ها
| بازیکن        | برای   | مقابل  | نتیجه | تاریخ          | منبع   |
| ------------- | ------ | ------ | ----- | -------------- | ------ |
| موری کونه     | شیراک  | پیونیک | ۳–۱   | ۲۵ اوت ۲۰۱۹    | [ ۲۰ ] |
| دنیس مامودوف4 | پیونیک | ایروان | ۸–۲   | ۲۵ نوامبر ۲۰۱۹ | [ ۲۱ ] |
| ژونل دزیره5   | لوری   | ایروان | ۸–۰   | ۱ دسامبر ۲۰۱۹  | [ ۲۲ ] |

- 4 بازیکنی که ۴ گل به ثمر رساند
- 5 بازیکنی که ۵ گل به ثمر رساند

### دروازه‌بسته‌ها
تا تاریخ  ۱۴ ژوئیه ۲۰۲۰ مسابقه انجام شده
| Rank | بازیکن           | باشگاه          | دروازه‌بسته‌ها |
| ---- | ---------------- | --------------- | ------------ |
| ۱    | دمیتری آباکوموف  | آرارات-آرمنیا   | ۱۰           |
| ۲    | وسوُلود یرماکوف   | شیراک           | ۸            |
| ۲    | والریو ویمرچاتی  | نوآ             | ۸            |
| ۴    | وارطان شاپری     | لوری            | ۷            |
| ۵    | سرگئی رویاکین    | آرارات ایروان   | ۶            |
| ۶    | اوگنین چانچارویچ | آلاشکرت         | ۴            |
| ۷    | آندری دراگویویچ  | پیونیک          | ۳            |
| ۷    | آرام هایراپتیان  | اورارتو         | ۳            |
| ۹    | گئورگ کاسپاروف   | گاندزاسار کاپان | ۲            |
| ۹    | گریگور ملیکستیان | گاندزاسار کاپان | ۲            |
| ۹    | آناتولی آیوازوف  | اورارتو         | ۲            |
| ۹    | ماکسیم شواگیرف   | نوآ             | ۲            |